# Miles Davis and the Modern Jazz Giants
Miles Davis and the Modern Jazz Giants er et album af Miles Davis udgivet i 1959 på Prestige Records (PRLP 7150). Det meste af materialet kommer fra en session den 24. december 1954 med Thelonious Monk og Milt Jackson og var tidligere i 1955 udgivet på to 10" LP'er. "Swing Spring" blev oprindeligt udgivet på 10" LP'en Miles Davis All Stars, Vol. 1 (PRLP 196) og "Bemsha Swing" og "The Man I Love" (take 2) var tidligere blevet udgivet på Miles Davis All Stars, Vol. 2. "'Round Midnight" var ikke tidligere udgivet og var optaget i 1956 ved en session med Davis' nye kvintet, som resulterede i albummet Steamin' with the Miles Davis Quintet (PRLP 7200, udgivet i 1961) og tre andre album for at opfylde Davis' kontrakt med Prestige.

## Indspilningen i 1954
Under indspilningen i december 1954 var Davis akkompagneret af medlemmer af Modern Jazz Quartet og af pianisten Thelonious Monk. Udover materialet udgivet på albummet og de to Miles Davis All Stars-album blev også indspillet "Bag's Groove", der i 1957 blev udgivet på albummet Bag's Groove.
Indspilningen i 1954 var den eneste gang Thelonious Monk indspillede en studieoptagelse med Davis. Der verserer adskillige historier om, at Davis og Monk havde et anstrengt forhold til hinanden, og at dette kom til udtryk under indspilningen. Davis mente, at Monk burde afstå fra at spille under Davis' trompetsoloer. Ira Gitler, som var til stede ved sessionen og skrev sleevenotes til albummet, bekræfter, at der var skænderier under hele sessionen, men har aflivet myten om, at Davis og Monk havde en fysisk konfrontation. Det første take af "The Man I Love" går galt i starten, da Monk spørger, hvornår han skulle falde ind, og en oprørt Davis siger til lydingeniøren Rudy Van Gelder : "Hey Rudy, tag det med på pladen, mand – det hele! ". Take 1 er medtaget på albummet som det sidste nummer. I sin selvbiografi husker Davis: "Da jeg senere hørte historier om, at mig og ham næsten var ved at komme op og slås, efter at jeg havde bedt ham om at holde tilbage, mens jeg spillede på '"Bags' Groove", blev jeg chokeret, fordi Monk og jeg var, for det første, meget tætte, og for det andet var han for stor og stærk til, at jeg overhovedet kunne tænke på at slås [...] Det eneste, jeg gjorde, var at fortælle ham, at han skulle holde tilbage, når jeg spillede. Det har noget at gøre med musik, ikke venskab. Han plejede selv at fortælle de andre fyre, at de skulle holde sig tilbage."
Historierne om fjendskab mellem Davis og Monk under indspilningerne er også blevet kraftigt afvist af ejeren af Prestige Records, Bob Weinstock, der overværende indspilningerne. Weinstock afviste historierne som "bullshit", og understregede, at Davis og Monk havde stor respekt for hinanden, hvilket også bekræftes af Davis i hans selvbiografi.

## Numre
| 1. | "The Man I Love" (Take 2) | 7:59  |
| 2. | "Swing Spring"            | 10:46 |

| 1.            | "'Round Midnight"         | 5:25  |
| 2.            | "Bemsha Swing"            | 9:33  |
| 3.            | "The Man I Love" (Take 1) | 8:29  |
| Total længde: | Total længde:             | 42:12 |

## Modtagelse
Albummet blev ved udgivelsen godt modtaget af kritikerne, ligesom albummet også i eftertiden har modtaget positiv kritik.

## Medvirkende
- Miles Davis – trompet
- John Coltrane – tenorsaxofon på "'Round Midnight"
- Milt Jackson – vibrafon
- Thelonious Monk – klaver
- Red Garland – klaver på "'Round Midnight"
- Percy Heath – bas
- Paul Chambers – bas på "'Round Midnight"
- Kenny Clarke – trommer
- Philly Joe Jones – trommer på "'Round Midnight"